# Altstädter Kirchplatz 4 (Hofgeismar)

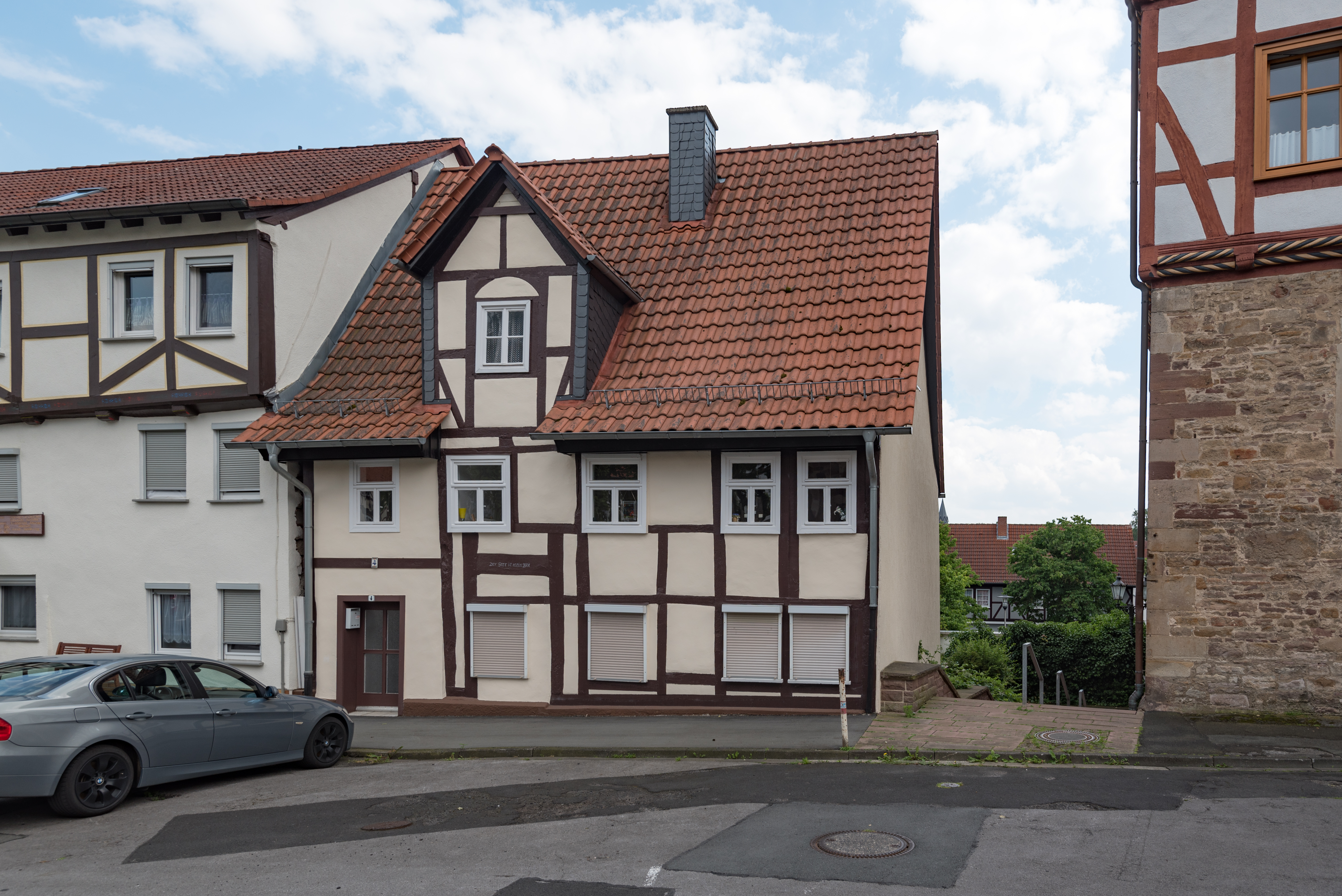
Gebäude Altstädter Kirchplatz 4 in Hofgeismar

Das Gebäude Altstädter Kirchplatz 4 in Hofgeismar, einer Stadt im Landkreis Kassel in Nordhessen, wurde vermutlich im frühen 18. Jahrhundert errichtet. Das Wohnhaus ist ein geschütztes Kulturdenkmal.
Das zweigeschossige, traufständige Fachwerkhaus mit Satteldach ist ein Ständerbau mit einem Zwerchhausaufbau des 19. Jahrhunderts. 
Das bescheidene Fachwerkhaus steht in einer ansonsten herrschaftlich geprägten Umgebung am Kirchplatz.  